# Saint-Amant-de-Boixe

Saint-Amant-de-Boixe este o comună în departamentul Charente, Franța. În 1 ianuarie 2022 avea o populație de 1.327 de locuitori.